# Ranunculus alajensis
Ranunculus alajensis är en ranunkelväxtart som beskrevs av Ostenf. Ranunculus alajensis ingår i släktet ranunkler, och familjen ranunkelväxter. Inga underarter finns listade i Catalogue of Life.